# Ovidiu Purdea-Someș
Ovidiu Purdea-Someș (n. 29 iunie 1965, Gârbău Dejului, comuna Cășeiu, județul Cluj) este un publicist, poet, realizator de emisiuni tv și interpret de muzică populară românească.

## Viața personală
Ovidiu Purdea-Someș s-a născut în satul Gârbău Dejului, o mică așezare aflată peste culmea ce duce la cetatea Ciceului, în extremitatea nord-estică a județului Cluj, la interferența cu Bistrița-Năsăud și Sălaj. Darul cântatului îl are din familie, bunicul acestuia, Găvrila lui Balmoș, era un bun horitor, talent moșenit și de mama sa, iar tatăl artistului a fost cântăreț de strană la biserica satului.
A studiat la Liceul Militar „Mihai Viteazul” din Alba-Iulia, 1979-1983 și este absolvent al Școlii Militare de Ofițeri Activi Sibiu-(specialitatea ofițeri chimici) 1983-1986. Este licențiat în antropologie și filozofie la Universitatea Babeș-Bolyai, Cluj-Napoca 1997.
A fost redactor-șef la ziarul Diviziei 4 Infanterie Gemina - „Orizont militar” (2008 - 2016) , redactor-șef al Revistei Forțelor Terestre (2017) și realizator de emisiuni tv la TVR3 și TVR Cluj (2014 - 2018)

## Cariera artistică
Acesta urcă pentru prima oară pe scena unui festival de folclor în 1994, la Festivalul Cântecului de Cătănie de la Cluj, apoi, mai târziu, participă la editarea a două volume cu cântece de cătănie alături de colectivul Cercului Militar din Cluj-Napoca. Învață tainele cântecului de cătănie de la mai multe personalități în domeniu; printe care: Tudor Jarda (compozitor), Ioan Cuceu (specialist în etnologie și folcloristică la Institutul de Etnografie și Folclor al Academiei Române), Maria Bocșe (etnolog), Ioan Haplea (profesor universitar la Academia de Muzică „Gheorghe Dima” din Cluj-Napoca), Zamfir Dejeu (cercetător științific la Institutul "Arhiva de folclor a Academiei Romane") și Aurel Bodiu (etnolog).

### Discografie
- Care om n-are noroc (1997), înregistrat cu orchestra dirijată de Marinel Găzdac,
- Dă-mi, Doamne, da nu-mi da mult, inregistrat cu orchestra dirijată de Dorel Rohian,
- Mândră seară de Crăciun (colinde), produse de Casa de discuri Glas Transilvan din Cluj-Napoca.
- Io la mândră cănd mă duc, înregistrat cu orchestra dirijată de Ovidiu Barteș.
- Cântece și doruri din Ardeal (2016), înregistrat cu orchestrele dirijate de Ovidiu Barteș și Paul Morar, ultimele două CD-uri sunt produse de Casa de discuri Libris din Brașov.

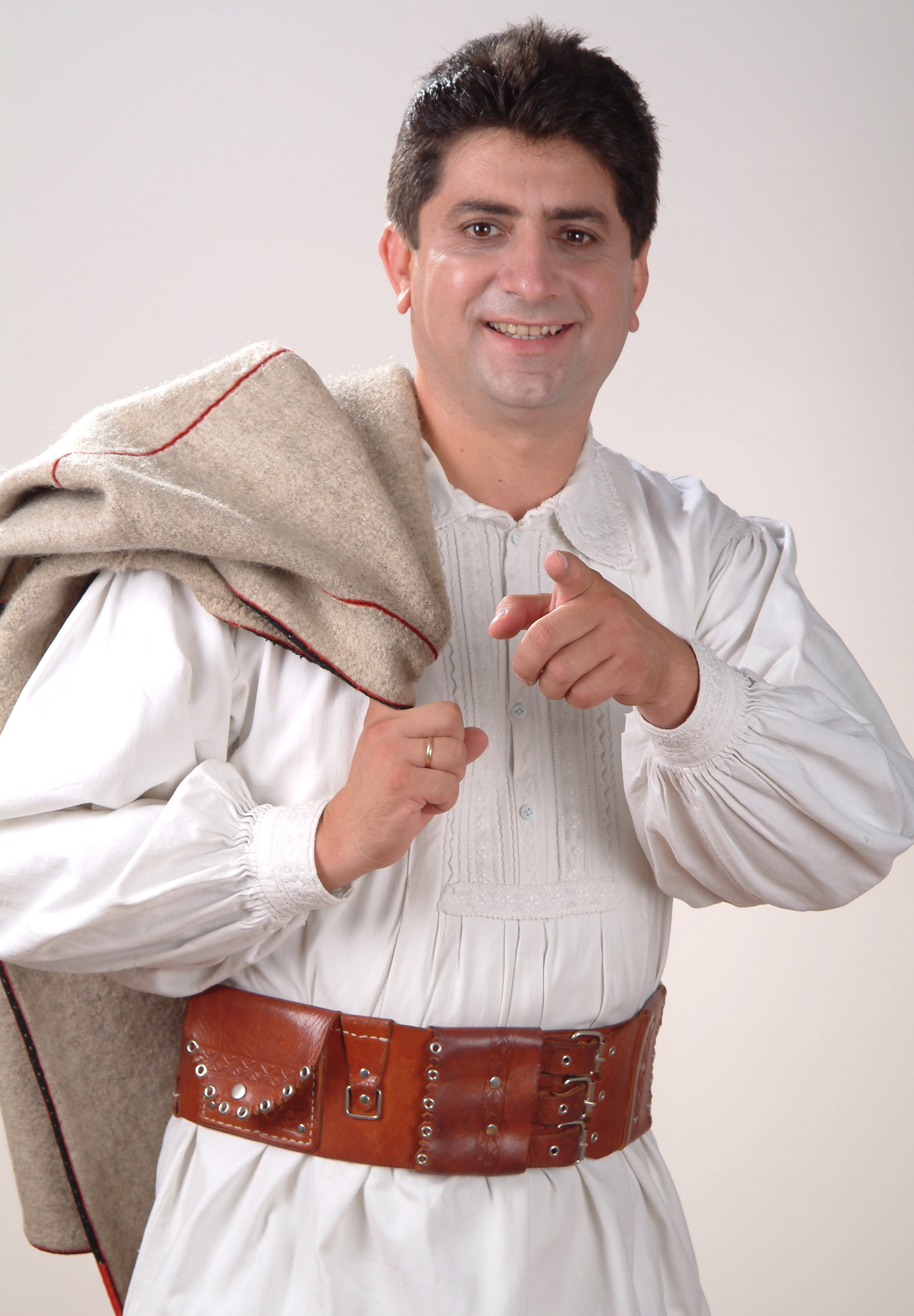
Ovidiu Purdea-Someș

### Publicații
- Ranița cu iubire (volum de versuri, 1997)
- Și VIP-urile au fost soldați, vol I (volum de interviuri, 1998)
- Nuntă pe Valea Sălătrucului (lucrare științifica, 1998)
- Lumină răstignită (volum de poezie, 2000)
- Și VIP-urile au fost soldați, vol II (volum de interviuri, 2002)
- Pedepsiți-mă pe mine (volum de proză scurtă, 2014)
- Și VIP-urile au fost soldați, vol III (volum de interviuri, 2016)
- Piatra lunii (volum de poezie, 2017)
- A cui neliniște ești tu? (volum de versuri, 2020)

### Premii, nominalizări, colaborări
- Premiul II - Festivalul Național al Cântecului de Cătănie, Cluj-Napoca (1994).
- Premiul I - Festivalul Alină-te dor, alină, Cicârlău, Maramureș (1995).
- Premiul II - Festivalul Național Studențesc de Folclor, Cluj-Napoca (1995).
- Mențiune - Festivalul Național al Cântecului de Cătănie (1995).
- Nominalizat în primii 10 artiști clujeni ai anului 2005, în cadrul galei Clujeni de nota 10.
- Câștigător al Topului Transilvania (TVR Cluj, 1997 și 2000).
- Câștigător al Topului Topurilor - Acasă la români (Acasă TV, 2000).
- Organizator și director al Festivalului Național al Cântecului de Cătănie (1997 - 2018).
- Realizator la Tradițional TV (gazda emisiunii: La popasul dorului cu Ovidiu Purdea-Someș, 2021 - 2023).
- Membru al Uniunii Ziariștilor Profesioniști din România (din 2023).[6]